# Rallye Korsika 2006
Die 50. Rallye Korsika war der 5. Lauf zur FIA-Rallye-Weltmeisterschaft 2006. Sie dauerte vom 7. bis zum 9. April 2006 und es waren insgesamt 12 Wertungsprüfungen (WP) zu fahren.

## Klassifikationen

### Endergebnis
| WRC     |                   |                          |                        |           |                |    |
| 01      | Sébastien Loeb    | Daniel Elena             | Citroën Xsara WRC      | 3:43:05.4 | 00:00.0 0:00.0 | 10 |
| 02      | Marcus Grönholm   | Timo Rautiainen          | Ford Focus RS WRC      | 3:43:34.4 | 00:29.0 0:29.0 | 8  |
| 03      | Dani Sordo        | Marc Martí               | Citroën Xsara WRC      | 3:44:54.1 | 01:48.7 1:19.7 | 6  |
| 04      | Mikko Hirvonen    | Jarmo Lehtinen           | Ford Focus RS WRC      | 3:45:04.6 | 01:59.2 0:10.5 | 5  |
| 05      | Alexandre Bengué  | Caroline Escudero-Bengué | Peugeot 307 WRC        | 3:45:53.1 | 02:47.7 0:48.5 | 4  |
| 06      | Xevi Pons         | Carlos del Barrio        | Citroën Xsara WRC      | 3:46:15.6 | 03:10.2 0:22.5 | 3  |
| 07      | Manfred Stohl     | Ilka Minor               | Peugeot 307 WRC        | 3:48:06.7 | 05:01.3 1:51.1 | 2  |
| 08      | Stéphane Sarrazin | Stéphane Prévot          | Subaru Impreza S12 WRC | 3:48:27.3 | 05:21.9 0:20.6 | 1  |
| 09      | Gianluigi Galli   | Giovanni Bernacchini     | Peugeot 307 WRC        | 3:48:47.9 | 05:42.5 0:20.6 | 0  |
| 10      | Jan Kopecký       | Filip Schovanek          | Škoda Fabia WRC        | 3:49:16.8 | 06:11.4 0:28.9 | 0  |
| JWRC    |                   |                          |                        |           |                |    |
| 01 (14) | Brice Tirabassi   | Jacques-Julien Renucci   | Citroën C2 1600        | 4:09:21.2 | 0:00.0         | 10 |
| 02 (17) | Urmo Aava         | Kuldar Sikk              | Suzuki Swift S1600     | 4:11:13.6 | 1:52.4         | 8  |
| 03 (18) | Conrad Rautenbach | David Senior             | Renault Clio S1600     | 4:12:14.6 | 2:53.4 1:01.0  | 6  |

Insgesamt wurden 62 von 76 gemeldeten Fahrzeugen klassiert.

### Wertungsprüfungen
| Tag            | WP                                         | Name                       | Länge    | Start MESZ      | Gewinner        | Co-Pilot          | Auto              | Zeit    | Leader         |
| Tag 1 7. April |                                            |                            |          |                 |                 |                   |                   |         |                |
| -------------- | ------------------------------------------ | -------------------------- | -------- | --------------- | --------------- | ----------------- | ----------------- | ------- | -------------- |
| Tag 1 7. April | WP1                                        | Ampaza – Col St Eustache 1 | 32,89 km | 09:38           | Sébastien Loeb  | Daniel Elena      | Citroën Xsara WRC | 20:45.5 | Sébastien Loeb |
| Tag 1 7. April | WP2                                        | Aullene – Arbellara 1      | 27,78 km | 10:31           | Marcus Grönholm | Timo Rautiainen   | Ford Focus RS WRC | 15:49.8 | Sébastien Loeb |
| Tag 1 7. April | WP3                                        | Ampaza – Col St Eustache 2 | 32,89 km | 14:34           | Sébastien Loeb  | Daniel Elena      | Citroën Xsara WRC | 20:48.8 | Sébastien Loeb |
| Tag 1 7. April | WP4                                        | Aullene – Arbellara 2      | 27,78 km | 15:27           | Sébastien Loeb  | Daniel Elena      | Citroën Xsara WRC | 15:51.4 | Sébastien Loeb |
| Tag 2 8. April |                                            |                            |          |                 |                 |                   |                   |         | Sébastien Loeb |
| WP5            | Vico – Plage du Liamone 1                  | 34,17 km                   | 09:53    | Sébastien Loeb  | Daniel Elena    | Citroën Xsara WRC | 24:05.6           |         | Sébastien Loeb |
| WP6            | Ucciani – Bastelica 1                      | 26,20 km                   | 11:31    | Mikko Hirvonen  | Jarmo Lehtinen  | Ford Focus RS WRC | 16:56.9           |         | Sébastien Loeb |
| WP7            | Vico – Plage du Liamone 2                  | 34,17 km                   | 14:54    | Sébastien Loeb  | Daniel Elena    | Citroën Xsara WRC | 24:03.6           |         | Sébastien Loeb |
| WP8            | Ucciani – Bastelica 2                      | 26,20 km                   | 16:32    | Dani Sordo      | Marc Martí      | Citroën Xsara WRC | 16:56.8           |         | Sébastien Loeb |
| Tag 3 9. April |                                            |                            |          |                 |                 |                   |                   |         | Sébastien Loeb |
| WP9            | Penitencier Coti Chiavari – Pietra Rossa 1 | 24,24 km                   | 08:08    | Sébastien Loeb  | Daniel Elena    | Citroën Xsara WRC | 14:43.0           |         | Sébastien Loeb |
| WP10           | Ponte de Calzola – Agosta 1                | 31,81 km                   | 08:51    | Dani Sordo      | Marc Martí      | Citroën Xsara WRC | 18:57.7           |         | Sébastien Loeb |
| WP11           | Penitencier Coti Chiavari – Pietra Rossa 2 | 24,24 km                   | 11:34    | Marcus Grönholm | Timo Rautiainen | Ford Focus RS WRC | 14:44.7           |         | Sébastien Loeb |
| WP12           | Ponte de Calzola – Agosta 2                | 31,81 km                   | 12:17    | Marcus Grönholm | Timo Rautiainen | Ford Focus RS WRC | 18:57.0           |         | Sébastien Loeb |

### Gewinner Wertungsprüfungen
| WP           | Anzahl | Fahrer          | Auto              |
| ------------ | ------ | --------------- | ----------------- |
| 1, 3–5, 7, 9 | 6      | Sébastien Loeb  | Citroën Xsara WRC |
| 2, 11, 12    | 3      | Marcus Grönholm | Ford Focus RS WRC |
| 8, 10        | 2      | Dani Sordo      | Citroën Xsara WRC |
| 6            | 1      | Mikko Hirvonen  | Ford Focus RS WRC |

### Fahrer-WM nach der Rallye
| Pos. | Fahrer          | Punkte |
| ---- | --------------- | ------ |
| 1    | Sébastien Loeb  | 46     |
| 2    | Marcus Grönholm | 35     |
| 3    | Dani Sordo      | 22     |
| 4    | Manfred Stohl   | 13     |
| 5    | Petter Solberg  | 10     |

### Team-Weltmeisterschaft
| Pos. | Team               | Punkte |
| ---- | ------------------ | ------ |
| 1    | Kronos Citroën WRT | 59     |
| 2    | Ford WRT           | 56     |
| 3    | Subaru WRT         | 38     |
| 4    | Peugeot Norway     | 21     |